# Artur Ullrich
Artur Ullrich (Arcangelo, 10 ottobre 1957) è un ex calciatore tedesco orientale dal 1990 tedesco, di ruolo difensore.